# HMS Gurkha (F20)
La HMS Gurkha, terza nave da guerra britannica a portare questo nome, è stata un cacciatorpediniere classe Tribal della Royal Navy. Venne impostata nei cantieri Fairfield di Govan il 6 luglio 1936, varata il 7 luglio 1937 ed entrò in servizio il 21 ottobre 1938.

## Servizio
Al momento dell'ingresso in servizio venne assegnato alla 4ª Squadriglia Cacciatorpediniere, la prima di due squadriglie composte solamente di navi classe Tribal, per servire nel Mediterraneo dove partecipò ad una serie di esercitazioni in vista dello scoppio della guerra. Il 2 marzo 1939 rimase coinvolta in una collisione con il cacciatorpediniere Sikh durante un'esercitazione, rimanendo danneggiata. Le riparazioni a Malta durarono fino al 21 aprile.
Nel settembre 1939 venne assegnata al Mar Rosso con il compito di controllare l'attività navale italiana nella zona, passando il canale di Suez il 3 settembre giorno della dichiarazione di guerra britannica alla Germania nazista.
Nel mese di ottobre la flottiglia venne riassegnata alla Home Fleet con compiti di scorta tra il porto di Portland e Scapa Flow e in rinforzo alla Humber Force. Il 28 novembre entrò in cantiere per problemi all'apparato motore e allo scafo tipici della classe. Il 25 gennaio 1940, di ritorno dalle prove in mare, urtò con la banchina del porto rimanendo nuovamente danneggiata, tornando in servizio attivo solo il 3 febbraio. Il 23 febbraio affondò con le bombe di profondità l'U-53 a sud delle Isole Fær Øer.
Nelle primissime fasi della campagna di Norvegia, il 9 aprile, la nave si trovava al largo di Bergen con un gruppo di incrociatori e cacciatorpediniere di pattuglia in seguito ad una segnalazione sulla possibile presenza di navi nemiche quando venne attaccata da una forza di Ju-88 e He-111. Nel tentativo di migliorare il puntamento delle armi antiaeree la nave si allontanò dalle altre unità britanniche venendo quindi fatta oggetto di un attacco concentrato che in poco tempo causò delle gravi falle e un incendio a bordo. La Gurkha si inabissò nel Mare del Nord dopo essersi capovolta, primo cacciatorpediniere inglese ad essere affondato da un attacco aereo. Sedici marinai rimasero uccisi nell'affondamento; i superstiti vennero recuperati poco dopo dall'incrociatore Aurora.